# Bardo Pond
Bardo Pond là một ban nhạc rock người Mỹ được thành lập năm 1991, hiện đang ký hợp đồng với hãng đĩa Fire Records (trụ sở tại London). Những thành viên hiện tại là Michael Gibbons (guitar), John Gibbons (guitar), Isobel Sollenberger (sáo và hát), Clint Takeda (guitar bass) và Jason Kourkonis (trống). Âm nhạc của Bardo Pond mang những đặc điểm của space rock, acid rock, post-rock, shoegazing, noise và psychedelic rock. Họ từng được so sánh với Pink Floyd, Spacemen 3 và My Bloody Valentine.

## Đĩa nhạc

### Album phòng thu
- Bufo Alvarius, Amen 29:15 (1995 - Drunken Fish Records)
- Amanita (1996 - Matador Records)
- Lapsed (1997 - Matador Records)
- Set and Setting (1999 - Matador Records)
- Dilate (2001 - Matador Records)
- On the Ellipse (2003 - ATP Recordings)
- Ticket Crystals (2006 - ATP Recordings)
- Bardo Pond (2010 - Fire Records)
- Peace On Venus (2013 - Fire Records)
- Refulgo (2014 - Three Lobed Recordings)